# Кнорринг, Александр Владимирович
Барон Александр Владимирович Кнорринг (нем. Alexander Johann von Knorring; 1822—1882)— русский генерал, участник Кавказской войны и русско-турецкой войны 1877—1878 гг.

## Биография
Родился 19 (31) марта 1822 года; сын героя Отечественной войны 1812 года генерал-адъютанта русской императорской армии Владимира Карловича Кнорринга. Воспитание получил во 2-м кадетском корпусе и как лучший воспитанник был выпущен 22 июня 1840 года в лейб-гвардии Волынский полк.
В 1852 году, по собственному желанию, переведён был из гвардии в армию, подполковником в 8-й Оренбургский линейный батальон. 30 января назначен командиром этого батальона. 28 декабря 1855 года произведен в полковники.
В 1858—1859 гг. принимал участие в военных действиях на Кавказе.
В 1863 году Александр Владимирович Кнорринг формировал 137-й Нежинский полк и был назначен его командиром.
7 октября 1869 года был произведён в генерал-майоры и назначен воинским начальником Тульской губернии.
В 1871 году назначен помощником начальника 5-й пехотной дивизия, с 1873 года — командир 1-й бригады. В русско-турецкую войну 1877—1878 гг. принимал участие во взятии Никополя и в штурме Плевны 8 июля, где получил серьёзное ранение в руку, от последствий которого он уже не оправился.
В 1879 году назначен начальником 6-й пехотной дивизии, 30 августа 1880 года был произведен в генерал-лейтенанты.
Умер 6 (18) июня 1882 года.

## Награды
- Знак отличия за XV лет беспорочной службы (1857)[2]
- Орден Святого Станислава 2 ст. с мечами (1859)
- Орден Святой Анны 2 ст. (1862)
- Императорская корона к Ордену Святой Анны 2 ст. (1863)
- Орден Святого Владимира 4 ст. с бантом за 25 лет службы (1866)
- Орден Святого Владимира 3 ст. (1866)
- Орден Святого Станислава 1 ст. (1872)
- Орден Святой Анны 1 ст. (1875)
- Орден Святого Владимира 2 ст. с мечами (1878)
- Орден Белого Орла (1881)